# Joan Beauchamp Procter
Joan Beauchamp Procter FZS, FLS (5 d'agost de 1897 - 20 de setembre de 1931) va ser una destacada zoòloga britànica. Reconeguda internacionalment pels seus treballs com a herpetòloga, disciplina en la qual va destacar. Va treballar inicialment al Museu d'Història Natural de Londres i després a la Zoological Society of London, i com a primera dona comissària en rèptils del Zoo de Londres. La seva vida va ser curta, condicionada per una mala salut crònica. No obstant, va realitzar un treball taxonòmic important, i va fer importants contribucions innovadores a la pràctica veterinària i a les exhibicions en els zoològics. També va escriure articles científics sobre zoologia i de divulgació, incloent uns primers relats sobre el comportament dels Dragons de Komodo en captivitat.

## Joventut
Joan Procter va néixer a Londres el 5 d'agost de 1897, a la 11 de la plaça de Kensington. Era filla de Joseph Procter, agrupador de borsa, i Elizabeth Procter, artista (nascuda Brockbank). El seu avi William Brockbank era un amant de l'art i també un botànic i geòleg aficionat. Els interessos familiars en les arts i les ciències van influir tant en Joan com en la seva germana Chrystabel Prudence Goldsmith Procter (1894–1982). La casa familiar disposava de grans jardins, cosa que facilitava la recerca infantil de les germanes en la història natural.
Mentre es trobava a l'escola Norland Place (1904–1908), Joan Procter va desenvolupar un especial interès pels amfibis i els rèptils. Des dels deu anys va mantenir diverses serps i sargantanes com a mascotes. Es va familiaritzar amb totes les espècies de rèptils britàniques. Tenia com a mascota una sargantana de dalmàcia (Podarcis melisellensis), que viatjava amb ella a tot arreu i s'asseia a la taula al seu costat a l'hora de menjar. Era un nena malalta, però, de dotze anys, va passar sis mesos a Suïssa gaudint del ball, baixada en trineu i la botànica. Aquest va ser l'únic moment en què va estar relativament lliure de la malaltia intestinal crònica que la va afectar durant la resta de la seva vida.
La seva fascinació pels rèptils es va desenvolupar durant la seva etapa a la St Paul's Girls School, Hammersmith (1908-1916). Quan tenia setze anys, va adquirir un jove cocodril com a mascota i el va portar a l'escola, provocant l'estupefacció en la classe de matemàtiques. Es deia que era una estudiant "brillant", però la seva educació es va trobar sovint interrompuda a causa de la seva mala salut crònica. Tot i que es mostrava com una gran promesa, la malaltia la va portar a abandonar la idea d'anar a la Universitat de Cambridge.

## Museu d'Història Natural de Londres
Les indagacions de Joan Procter sobre els rèptils van atreure a l'atenció de George Albert Boulenger, llavors conservador de rèptils i peixos al Museu d'Història Natural i va fomentar el seu interès. Quan va abandonar el col·legi, Boulenger la va convidar a treballar sota la seva direcció i el 1916 es va convertir en la seva assistent, treballant al museu de South Kensington com a voluntària. Boulenger va esdevenir el seu mentor, la qual cosa li va permetre dedicar-se a la zoologia acadèmica, tot i que no disposava de títols universitaris. A l'edat de dinou anys, va presentar la seva primera ponència científica, sobre variacions d'una espècie central i sud-americana d'escurçons, a la Zoological Society of London (ZSL). L'agost de 1917 va ser elegida com a fellow de la Zoological Society (FZS). Quan 1920 va retirar-se Boulenger, va assumir l'única responsabilitat en els rèptils del museu i va rebre una petita remuneració pel seu treball
Entre 1917 i 1923 va realitzar investigacions i va escriure una sèrie de treballs científics sobre l'anatomia, la classificació i els hàbits de rèptils i amfibis. Destaca entre ells l'estudi d'una tortuga oriental africana, ara coneguda com a Malacochersus tornieri, que és capaç d'ocultar-se a les fissures rocoses a causa de la seva closca flexible. Procter va portar a terme una àmplia activitat de correspondència, consolidant la seva reputació amb científics de tot el món, i va descriure formalment molts animals recollits per altres. El 1923, William Bateson va demanar el seu suport per a la seva crítica a la controvertida obra de Paul Kammerer sobre l'tòtil (Alytes obstetricans). Tot i que Procter "no s'oposova al conflicte amb Kammerer", va creure que no hi havia material suficient per ajudar Bateson en aquest tema. Bona part del seu treball al museu va comportar descriure formalment animals recollits per altres. Va ser elegida Fellow de la Linnean Society of London (FLS), en reconeixement de la gran qualitat d'aquest treball taxonòmic. També va ser membre de la Bombay Natural History Socienty. Joan Procter va ser també una dibuixant i modista reconeguda. Al museu, va fabricar models per a vitrines i va combinar el seu estil artístic amb precisió científica en una sèrie de pintures d'amfibis i rèptils que es reproduïen en color com a postals.

## Zoological Society de Londres
Les habilitats artístiques i tècniques de Joan Procter es van difondre a la Zoological Society, gràcies a l'amistat amb el fill de George Boulenger, Edward G. Boulenger, que havia estat el comissari de rèptils de la societat des del 1911. A principis de 1923 tenia la responsabilitat de desenvolupar el nou aquari al zoològic de Londres. Tot i que continuava treballant al British Museum (Natural History), Procter el va ajudar durant diversos mesos, construint maquetes dels nous dipòsits d'aigua i aplicant la seva vessant artística amb dissenys amb fons rocosos. Va conèixer a Sir Compton Mackenzie, que va subministrar grans quantitats de sorra de closca per a l'Aquari de les illes anglonormandes de Herm. Més tard, aquell any, Edward Boulenger va ser nomenat director de l'aquari i Joan Procter la seva successora com a conservador de rèptils. En una correspondència amb Karl Patterson Schmidt a Chicago, Procter li va confiar que es va esta contenta d'abandonar el Museu d'Història Natural perquè les condicions no eren favorables per a les dones.

### Treballs de disseny al Zoo de Londres
Després del seu èxit amb l'aquari, va dissenyar treballs amb roca per a zones exteriors al Zoo, inclòs el Paddock Antílope. També va fer models d'extenses estructures de roca per a Monkey Hill (1924-1925) que es va construir al lloc de l'actual Hospital Animal. La gran comunitat de Papions sagrats que s'hi van establir va resultar molt popular entre els visitants i, durant la vida de Joan Procter, Monkey Hill va ser considerada un èxit. Més tard, la dinàmica social dels babuins es va convertir en massa problemàtica per resoldre; el turó es va utilitzar llavors per a cabres i, breument, per a macacs rhesus, abans de ser tancat i enderrocat poc després de la segona guerra mundial. El darrer èxit de Procter va ser per la casa de rèptils, construïda entre 1926 - 1927. Va ser el primer edifici del seu tipus construït expressament al món, i encara està en ús. Va dissenyar treballs de roca i piscines per a recintes de rèptils. Un artista escènic teatral, John Bull, es va ocupar per executar els seus dissenys per escenaris naturalistes. Si bé, l'arquitecte Sir Edward Guy Dawber va afegir característiques italianes externes, l'estructura bàsica, el pla i els detalls de l'exposició de la casa de rèptils van ser completament obra de Joan Procter. Peter Chalmers Mitchell, aleshores secretari de la Zoological Society, va escriure que "des del principi fins al final va ser casa seva". Incorporava moltes de les noves idees tecnològiques de Procter. Va ser pioner en l'ús de 'Vita-glass', que permetia que la llum ultraviolada natural, necessària pels rèptils per a la síntesi de la vitamina D, arribés als animals. També va afegir diverses altres característiques sofisticades com la circulació direccional dels visitants, i la calefacció elèctrica diferencial dels tancats, i la il·luminació principal de l'aquari, que es van adoptar posteriorment en altres edificis del zoo. Posteriorment, va col·laborar amb Peter Chalmers Mitchell en el document de disseny de la porta principal (1928), que també s'atribueix a Sir Edward Guy Dawber. Es manté en ús, i en gran part sense alterar.

### Manipulació d'animals perillosos
Joan Procter es va convertir en experta en el maneig rutinari de grans rèptils com pitons, cocodrils i dragons de Komodo. Els dos primers dragons de Komodo en arribar a Europa van ser exposats a la Casa dels Rèptils del Zoo de Londres quan es va inaugurar el 1927. Va establir una relació extraordinària amb aquests animals, demostrant que el seu comportament en captivitat podria ser contrari a la seva imatge popular com a depredadors perillosos. Ella era ben conscient que "sens dubte podrien matar-ne un si desitgessin, o donar una mossegada terrible", però una bona atenció, alimentació i maneig rutinari van provocar que els dracs fossin descrits "com a gossos domèstics que fins i tot semblaven mostrar afecte". El drac anomenat Sumbawa es va convertir en la mascota particular de Joan Procter i l'acompanyava quan feia passejos pel Zoo que sovint el "dirigia" sostenint la cua. Se'l veia domesticat amb els visitants, inclosos els nens petits. Una fotografia en un dels seus articles publicats mostra Sumbawa al costat d'un nen de dos anys que sembla que li clavi un cop de peu al cap del rèptil. El 1928, va mostrar a aquest animal en una reunió científica de la Zoological Society, alimentant-lo amb pollastre, ous i un colom a mà mentre l'acariciava i la colpejava suaument.
Va treballar estretament amb el patòlegs de la Zoological Society per identificar malalties i es va convertir en experta en el tractament d'animals malalts. A vegades necessitava assistència ja que un dragó de komodo "requeria tres cuidadors forts per retenir l'animal mentre li obria la boca". Utilitzant equips especials dissenyats per ella, va realitzar amb èxit una sèrie de procediments veterinaris molts dels quals "no s'havien intentat fins al moment".

## Reconeixement nacional i internacional
Com a primera dona comissària de rèptils del zoo de Londres, Joan Procter va assolir un estatus de celebritat considerable en poc temps. A casa seva, a la plaça de Sant Marc, a prop del zoològic, va mantenir un ximpanzé com a mascota anomenat Johnnie. Va guardar diversos rèptils vius al seu saló, incloent serps perilloses (en tancats de vidre). A la premsa popular, tant de Gran Bretanya com dels Estats Units es va promoure la imatge d'una jove inusualment interessant responsable d'animals exòtics i perillosos. Joan Procter va fer contribucions en llibres i revistes científiques. També va escriure en publicacions de divulgació com a les Wonders of Animal Life de JA Hammerton. Mitjançant les seves publicacions i la seva correspondència amb altres científics, es va fer reconeguda internacionalment com a herpetòloga, i el 28 de març de 1931 va ser guardonada amb un doctorat honorífic, doctor en ciències (DSC), per la Universitat de Chicago, en reconeixement dels seus treballs.

## Mala salut crònica i traspàs
La mala salut crònica la va patir durant tota la vida adulta de Joan Procter, la qual cosa li va ocasionar diverses operacions quirúrgiques. Al llarg de la seva vida va mostrar una gran determinació i bon humor, però tots els seus èxits es van assolir en un context de dolor constant. El 1928, després de cinc anys d'intensa activitat al zoo de Londres, la malaltia greu li va impedir treballar i va decidir renunciar al seu càrrec. Herbrand Russell, onzè duc de Bedford, com a president de la Zoological Society, va negar-se a acceptar la seva dimissió. El 1928, Peter Chalmers Mitchell la va involucrar en la planificació del nou parc zoològic que aleshores es desenvolupava a Whipsnade i la va enviar a quedar-se allà, a la Hall Farm, mentre es recuperava de la seva malaltia. Cada matí cavalcava sobre un ruc o un cavall des de Hall Farm fins a la vora dels Downs. La pista que va seguir encara existeix dins del Zoo de Whipsnade, anomenat a la seva memòria com "Cursa de Miss Joan'". La participació de Joan Procter amb rèptils grans, potencialment perillosos, va continuar durant els seus darrers anys. A Whipsnade va tenir una estreta trobada amb un os bru escapat, que va capturar atraient-lo amb una mica de mel abans de tancar-lo en un lavabo. Cap al final de la seva vida, quan només podia recórrer el recinte del zoològic de Londres en una cadira de rodes elèctrica, sempre estava sovint acompanyada d'un dragó de Komodo de 3 metres de longitud. Encara que estava greument malalta, va continuar treballant de manera intermitent, pintant en aquarel·la i escrivint articles pel Manchester Guardian. Va morir de càncer a casa seva a St Mark's House, St Mark's Square, Londres NW1, el 20 de setembre de 1931, als 34 anys.

## Commemoració
George Alexander, que va esculpir els rèptils en pedra l'arquitrau al voltant de l'entrada a la Casa de rèptils, després va esculpir un bust de marbre de Joan Procter que va ser exposat el 1931 a la Royal Academy of Arts de Londres. Posteriorment, presentat a la Zoological Society, es mostra amb una placa commemorativa de bronze a l'entrada de la Casa de Rèptils del Zoo de Londres. Es considera que els rèptils tallats d'Alexandre havien "satisfet el meticulós desig de la precisió científica de la senyoreta Procter, així com la seva bellesa artística" i el bust compleix, òbviament, criteris similars, sent descrit com "la seva millor semblança".
En el Dia Internacional de la Dona de 2014, la Zoological Society de Londres va celebrar els èxits de Joan Procter, publicant també una imatge seva i un dels seus dragons de Komodo al seu lloc web.
Dues espècies de rèptils han estat nomenades en honor de Joan Procter: una serp, Buhoma procterae (gènere Buhoma, abans Geodipsas procterae); i una tortuga, Testudo procterae (sinònim de Kinixys spekii).